# National Television Awards
Les National Television Awards sont des récompenses qui sont décernées au Royaume-Uni chaque année depuis 1995 et qui récompensent les meilleurs programmes diffusés à la télévision britannique, à la suite d'un vote du public. La cérémonie se déroule à l'O2 Arena de Londres et est retransmise par ITV.